# 31415 Fenucci
31415 Fenucci è un asteroide areosecante. Scoperto nel 1999, presenta un'orbita caratterizzata da un semiasse maggiore pari a 2,274982 UA e da un'eccentricità di 0,269044, inclinata di 6,840238° rispetto all'eclittica. Ha un diametro di 2,024 km.